# Vittorio Magro
Vittorio „Vito“  Magro (* 12. Februar 1980 in Saint-Nicolas, Belgien) ist ein deutsch-italienischer Popsänger. Bekanntheit erlangte er in den 2000er-Jahren mit der Band Banaroo, wo der größte Hit die Single Dubi Dam Dam war. Unter den Pseudonym Vito Rosso veröffentlichte Magro auch Schlagersongs.

## Leben und Karriere
Magro begann bereits in der Grundschule im Chor zu singen und setzte das später einer selbstgegründeten Arbeitsgruppe und im Rahmen einzelner Soloprojekte fort. Er nahm an der Castingshow Chart Up des Fernsehsenders Sat.1 teil und drang bis in das Finale vor. Im Jahr 2003 begann er, an der Voice Factory in Frechen seine Stimme weiter auszubilden.
Anfang 2005 nahm Magro an einem Casting des Fernsehsenders Super RTL und der Plattenfirma Na klar! Records teil. Aus dem Casting entstanden dann zusammen mit Katrin „Cat“ Geissler, Robbert „Bobby“ Dessauvagie und Stefanie „Steffy“ Dreyer die Popband Banaroo. Die Entstehung der Band, sowie die Arbeiten hinter der Kulissen wurde durch die Doku-Soap Banaroo – Das Star-Tagebuch begleitet, die vom 18. April 2005 bis 10. Juli 2005 täglich bei Super RTL ausgestrahlt wurde. Es folgten erfolgreiche Singles wie z. B. Dubi Dam Dam, Space Cowboy, Coming Home for Christmas und Uh Mamma sowie fünf Alben. Das erste Studioalbum Banaroo’s World bekam sogar eine Platinauszeichnung und war auf Platz 1 der deutschen Albumcharts. Im Mai 2008 gab Magro auf der damaligen Band-Website die Auflösung der Band bekannt.
Ab 2008 bildete er mit Claudia Cacciato, später mit Elliana D´Ippolito, das deutsch-italienische Pop-Duo Destivo. Es folgten ebenfalls mehrere Singles und Alben.
Im Jahr 2015 startete Magro eine Solokarriere und veröffentlichte unter dem Namen Vito Rosso bei Telamo das Soloalbum Für immer Du. Zudem veröffentlichte er eigene Single wie Gloria, Tu – Für immer Du und Donna Blue.
2021 veröffentlichte er mit der ehemaligen Bandkollegin Kathrin Geissler, unter dem Pseudonym Cat & Vito den Song Wunderschön.
Im August 2022 erstellten Magro und Geissler jeweils einen eigenen Account auf der Social-Media-Plattform TikTok. Beide veröffentlichen seitdem regelmäßig Videos, wo es hauptsächlich über Banaroo geht. Von Fans wird seither über ein Comeback stark spekuliert.

## Solokarriere

### Alben
- 2015: Für immer Du

### Singles
- 2015: Gloria
- 2015: Tu – Für immer Du
- 2015: Donna Blue
- 2021: Wunderschön (zusammen mit Kathrin Geissler als Cat & Vito)
- 2025: Die Allerbeste Zeit (zusammen mit Kathrin Geissler als Cat & Vito)

## Privates
Magro hat vier Geschwister und lebt in Frankfurt am Main.